# Роберт Адам
Ро́берт А́дам (англ. Robert Adam; нар. 3 липня 1728, Керколді — пом. 3 березня 1792, Лондон) — шотландський архітектор із династії палладіанців Адамів, найвідоміший представник британського класицизму XVIII століття. Один із засновників неокласицизму в англійській архітектурі. Працював разом зі своїм братом, Джеймсом Адамом. Вони творили громадські й приватні будинки в Англії та Шотландії, а також численні інтер'єри, меблі й декоративні предмети.
Разом з архітектором Джоном Карром проєктував палац Гарвуд-хаус.
На честь Роберта Адама названо астероїд головного поясу 6461 Адам.

### Російською
- Бринкман А. Архитектурный классицизм XVIII века // История архитектуры в избранных отрывках. М., 1935.
- Всеобщая история архитектуры. Западная Европа и Латинская Америка. Т. VII. М., 1969.
- Гартман К. О. История архитектуры, М., 1938.
- История английской архитектуры. П. Кидсон, П. Мюррей, П. Томпсон, М., 2003.
- Малая история искусств. Искусство XVIII века. М., 1977.
- Саркисьян Г. А. Английская архитектура 7-19 века // Искусство стран и народов мира, т. I. М., 1962

### Англійською
- Beard G The work of Robert Adam. Edinburg, 1978.
- Essays in the history of architecture presented to Rudolf Wittkower. Great Britan, 1967.
- Fleming J Robert Adam and his circle in Edinburg and Rome. L., 1968.
- Lees-Milne The age of Adam. L., 1948.
- Lutyens R. Six great architects. L., 1959.
- The works in architecture of Robert and James Adam. N-Y., 1980.
- Summerson Architecture in Britan 1530—1830. L., 1993
- Wittkower Palladio and English palladism. L., 1984